# 木野車站
35°4′16.19″N 136°46′35.27″E / 35.0711639°N 136.7764639°E

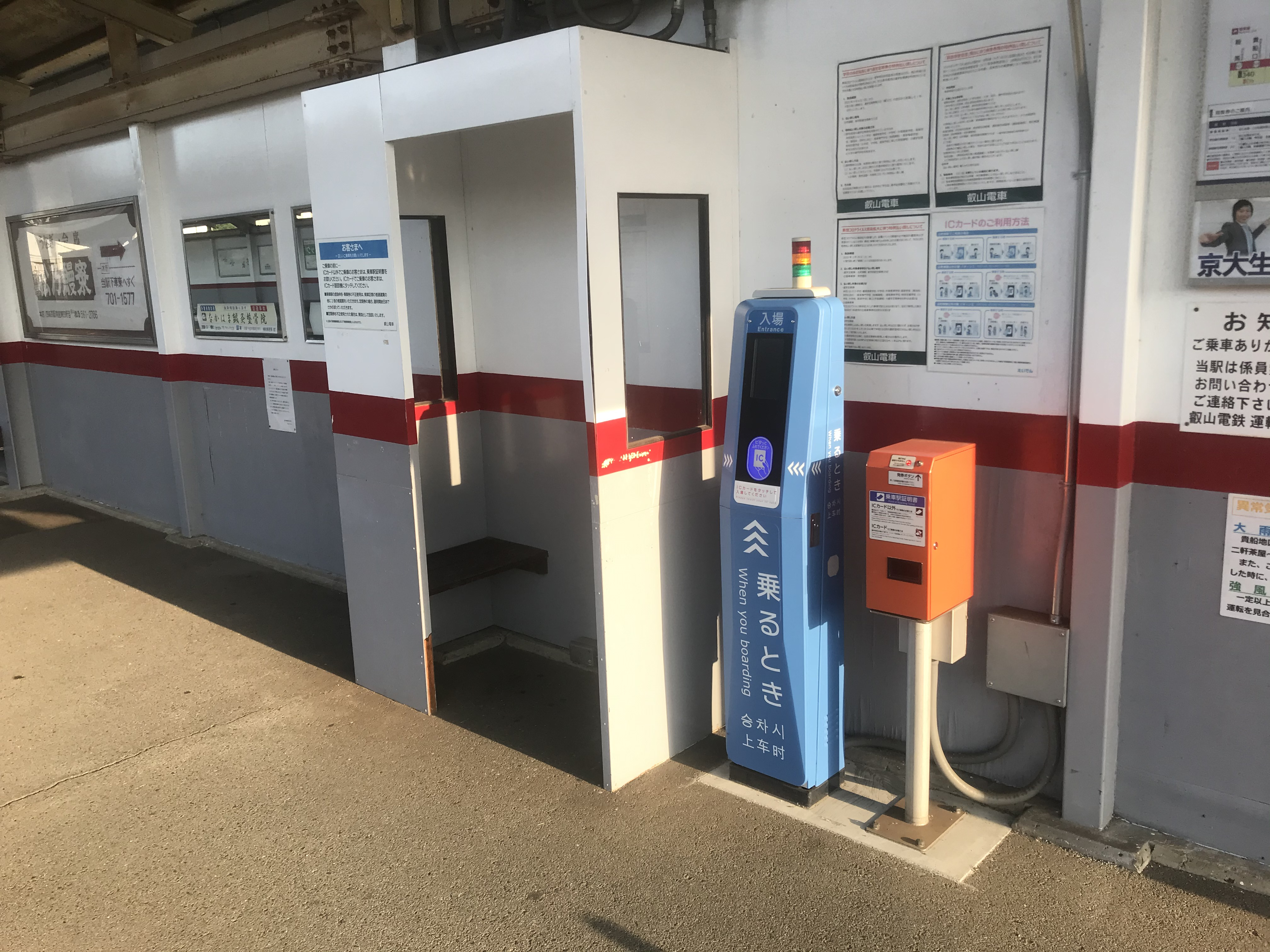
往出町柳方向的驗票口(2020年5月)

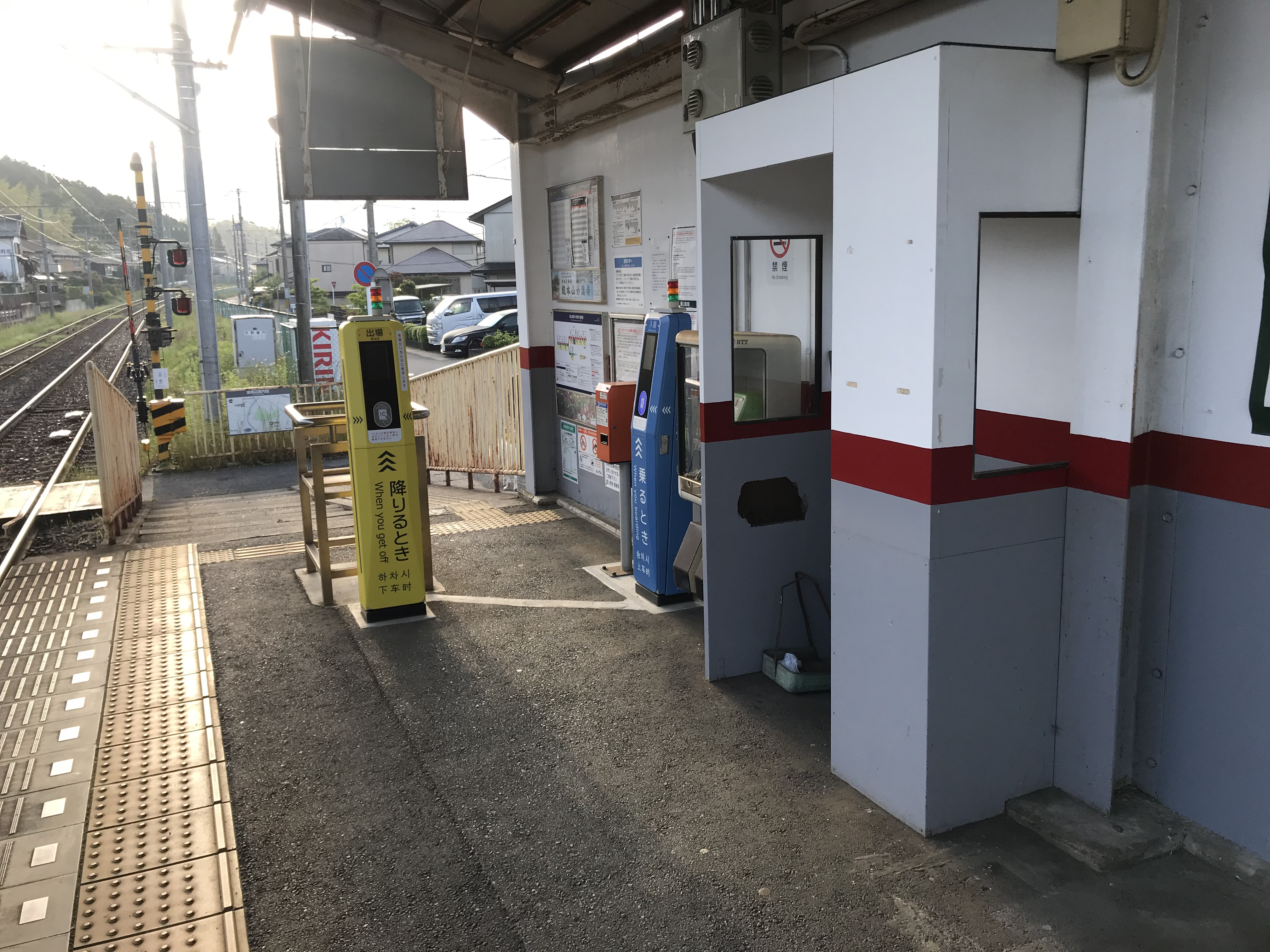
往鞍馬方向的驗票口(2020年5月)

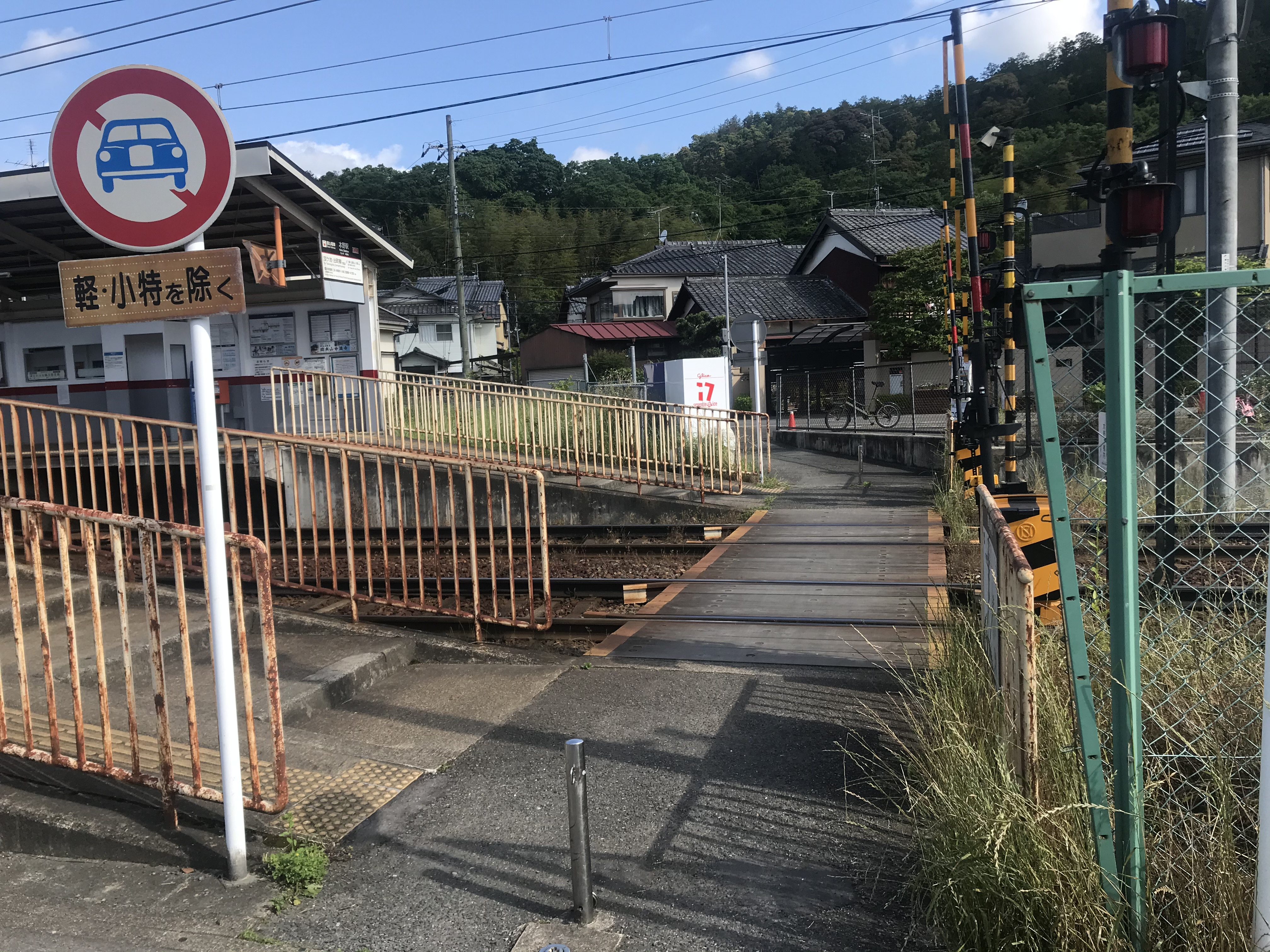
站內平交道(2020年5月)

木野車站（日语：／ Kino eki */?）是位於日本京都市左京區，屬於叡山電鐵鞍馬線的車站。車站編號為E11。

## 車站結構

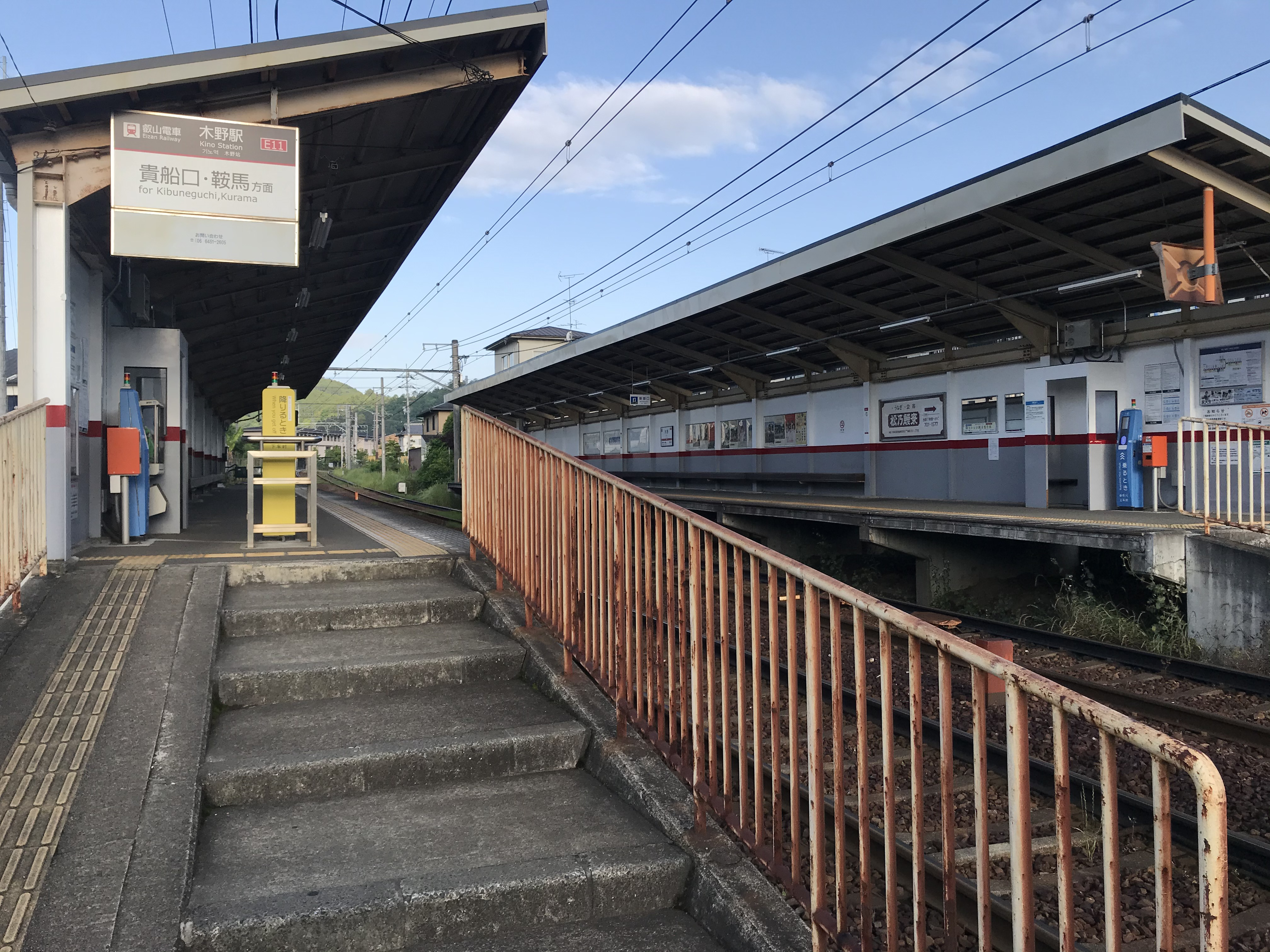
往鞍馬方向的月台入口(2020年5月)

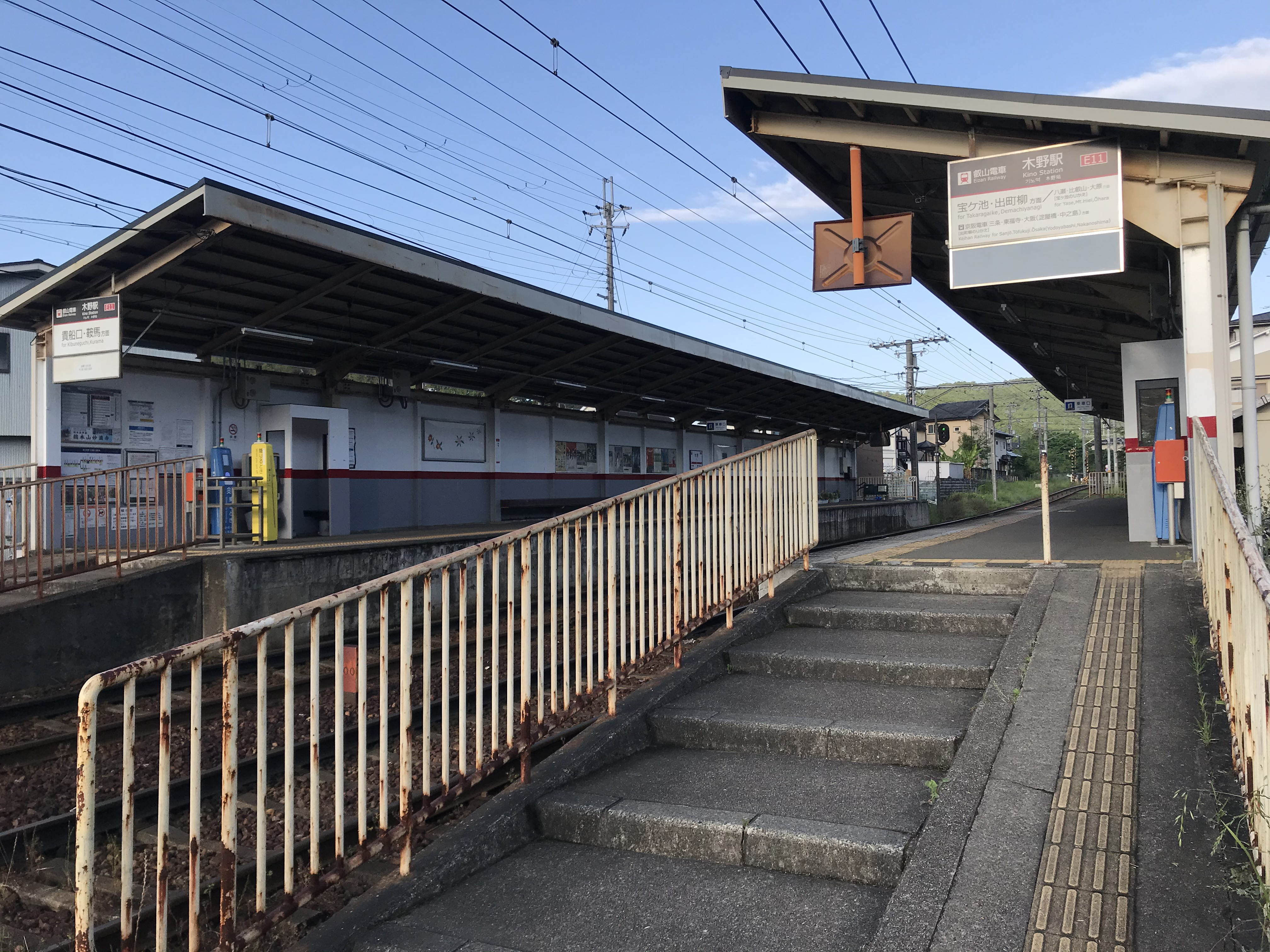
往出町柳方向的月台入口(2020年5月)

本站為擁有相對式月台2面2線的無人車站。站內設有幾乎隆罩住整個月台的遮蓬。出入口位於出町柳車站側，兩個月台之間以站內平交道（第1種甲）連結，但有許多行人和自行車將此處當作一般的道路通過。而此平交道對輕型、小型特殊車輛之外禁止通行（參考圖片）。平地到月台之間設有斜坡，但是坡度大且幅度窄，使用輪椅需要有人從中協助。由於本站是最靠近京都府立北稜高等學校的車站，除了停課的日子以外，早上的時間帶常配置有站務員，也設有站務員的辦公室。但在一般的平日，只有下行月台會配置約20分鐘的站務員。

### 月台配置
| 路線   | 方向 | 目的地             |
| ------ | ---- | ------------------ |
| 鞍馬線 | 上行 | 寶池、出町柳方向   |
| 鞍馬線 | 下行 | 二軒茶屋、鞍馬方向 |

## 車站周邊
本站位於離京都府道106號神山岩倉停車場線數十公尺處。周邊以獨立住宅為主。除了府道沿路之外也有許多農田，住宅區的開發正在進行之中。
開通當時位於西邊數百公尺處平交道的東（現在位置）側，地處街道交錯的小型聚落中心（也是京都巴士的終點站）的旁邊，且一併設置了車庫。1944年隨著單線化而轉移到了平交道的西側。1968年京都精華短期大學（當時）創校後，在1989年京都精華大前車站設立之前，本站成了離該校最近的車站，從車站到學校的街道（現府道106號）沿路建設了許多學生公寓。另外本車站也位於1980年創校的京都府立北稜高等學校的正前方。但是由於1990年京都精華大前車站的開通和複線化，本站轉移到了離南側的新開發住宅區較近的現在地點。
- 京都府立北稜高等學校
- 你橋
- 妙滿寺（車內廣播會提及）
- 一条山（現車站旁邊的小山丘。由於開發的中斷，一段期間處於光禿的狀態被放置不理，因而成名。）
- 圓通寺 西南方，較一公里略遠處。

### 換乘公車路線（北稜高校前）
- 京都巴士
  - 40路：京都產業大學、市原 方向／往 地下鐵國際會館車站 方向
  - 50路:往 市原 方向／往 地下鐵國際會館車站 方向
  - 經由 國際會館車站、花園橋　往 京阪出町柳車站 方向（平日1班）

## 歷史
- 1928年（昭和3年）12月1日 開業。當時為鞍馬電氣鐵道的車站。
- 1942年（昭和17年）8月1日 由於公司合併而成了京福電氣鐵道的車站。
- 1944年（昭和19年）11月10日 包含本站、山端（現寶池）～二軒茶屋車站之間，為了向戰爭提供資源而單線化。
- 1986年（昭和61年）4月1日 由於公司的讓渡而成了叡山電鐵的車站。
- 1990年（平成2年）9月28日 岩倉車站～二軒茶屋車站之間再度複線化。

## 相鄰車站
叡山電鐵
 鞍馬線
岩倉（E10）－木野（E11）－京都精華大前（E12）

## 外部連結
- 木野車站（叡山電鐵）
  - 車站資訊、車站結構圖 （页面存档备份，存于）（日語）
  - 標準發車時刻表（往貴船口、鞍馬方向）（日語）
  - 標準發車時刻表（往寶池、出町柳方向）（日語）
- 北稜高校前公車站（京都巴士）[永久]（日語）